# Heliotropium pachyphyllum
Heliotropium pachyphyllum är en strävbladig växtart som beskrevs av L.A. Craven. Heliotropium pachyphyllum ingår i Heliotropsläktet som ingår i familjen strävbladiga växter. Inga underarter finns listade i Catalogue of Life.